# Emakumeen Euskal Bira
L'Emakumeen Euskal Bira (anciennement l'Iurreta-Emakumeen Bira) est une course cycliste par étapes féminine espagnole disputée au Pays basque. Créée en 1988, elle devient professionnelle en 2004 et fait office d'équivalent féminin du Tour du Pays basque. Sa dernière édition a eu lieu en 2019. Elle fait partie de l'UCI World Tour féminin.
La Classique de Saint-Sébastien qui devient une course par étapes en 2022 et se dispute à la fois dans la même région et à la même période fait figure de successeur de l'épreuve.

## Palmarès
| Année                  | Vainqueur              | Deuxième                  | Troisième             |
| ---------------------- | ---------------------- | ------------------------- | --------------------- |
| Emakumeen Bira         |                        |                           |                       |
| 1988                   | Imma de Carlos         | Consuelo Álvarez          | Joane Somarriba       |
| 1989                   | María Mora             | Conchita Carballeda       | Raquel Aberasturi     |
| 1990                   | Josune Gorostidi       | Consuelo Álvarez          | Margarita Fullana     |
| 1991                   | Joane Somarriba        | Ainhoa Artolazabal        | Josune Gorostidi      |
| 1992                   | Lenka Ilavská          | Elena Barillova           | Teodora Ruano         |
| 1993                   | Elena Barillova        | Lenka Ilavská             | Ildiko Paczova        |
| 1994                   | Elena Barillova        | Élisabeth Chevanne-Brunel | Maria Tsal            |
| 1995                   | Jeannie Longo          | Lenka Ilavská             | Tatjana Kaverina      |
| 1996                   | Teodora Ruano          | Lenka Ilavská             | Joane Somarriba       |
| 1997                   | Hanka Kupfernagel      | Alessandra Cappellotto    | Diana Rast            |
| 1998                   | Hanka Kupfernagel      | Lenka Ilavská             | Ita Kryjanovskaia     |
| 1999                   | Hanka Kupfernagel      | Joane Somarriba           | Valentina Gerasimova  |
| 2000                   | Joane Somarriba        | Daniela Veronesi          | Fany Lecourtois       |
| 2001                   | Leontien van Moorsel   | Tatiana Stiajkina         | Zinaida Stahurskaia   |
| 2002                   | Edita Pučinskaitė      | Eneritz Iturriaga         | Zinaida Stahurskaia   |
| 2003                   | Mirjam Melchers        | Olga Sljussarewa          | Jolanta Polikevičiūtė |
| 2004                   | Joane Somarriba        | Mirjam Melchers           | Fabiana Luperini      |
| 2005                   | Svetlana Boubnenkova   | Trixi Worrack             | Mirjam Melchers       |
| 2006                   | Fabiana Luperini       | Susanne Ljungskog         | Nicole Brändli        |
| 2007                   | Susanne Ljungskog      | Marianne Vos              | Nicole Brändli        |
| Iurreta-Emakumeen Bira |                        |                           |                       |
| 2008                   | Marianne Vos           | Tatiana Guderzo           | Luise Keller          |
| 2009                   | Judith Arndt           | Claudia Häusler           | Mara Abbott           |
| 2010                   | Claudia Häusler        | Annemiek van Vleuten      | Judith Arndt          |
| 2011                   | Marianne Vos           | Emma Johansson            | Judith Arndt          |
| Emakumeen Euskal Bira  |                        |                           |                       |
| 2012                   | Judith Arndt           | Emma Johansson            | Annemiek van Vleuten  |
| 2013                   | Emma Johansson         | Elisa Longo Borghini      | Evelyn Stevens        |
| 2014                   | Pauline Ferrand-Prévot | Marianne Vos              | Anna van der Breggen  |
| 2015                   | Katarzyna Niewiadoma   | Ashleigh Moolman          | Emma Johansson        |
| 2016                   | Emma Johansson         | Megan Guarnier            | Ashleigh Moolman      |
| 2017                   | Ashleigh Moolman       | Annemiek van Vleuten      | Katrin Garfoot        |
| 2018                   | Amanda Spratt          | Annemiek van Vleuten      | Anna van der Breggen  |
| 2019                   | Elisa Longo Borghini   | Amanda Spratt             | Soraya Paladin        |